# Vlajka Svatého Tomáše a Princova ostrova

Vlajka Svatého Tomáše a Princova ostrova
Poměr stran: 1:2

Vlajka Svatého Tomáše a Princova ostrova byla přijata 5. listopadu 1975. Je tvořena listem o poměru stran 1:2 se třemi vodorovnými pruhy, zeleným, žlutým a zeleným, o poměru šířek 2:3:2. Ve žlutém pruhu jsou dvě černé, pěticípé hvězdy. Při žerďovém okraji je klín červené barvy, sahající do ¼ délky vlajky.
Hvězdy symbolizují dva hlavní ostrovy státu (Svatý Tomáš a Princův ostrov), červená barva symbolizuje úsilí o dosažení nezávislosti země, ostatní barvy mají též panafrické barvy – zelená symbolizuje přírodu a lesy, zlatavě žlutá slunce a světlo, černá lid země.

Rozměry vlajky Svatého Tomáše a Princova ostrova

## Galerie

Návrh vlajky Svatého Tomáše a Princova ostrova (1967) Poměr stran: 2:3
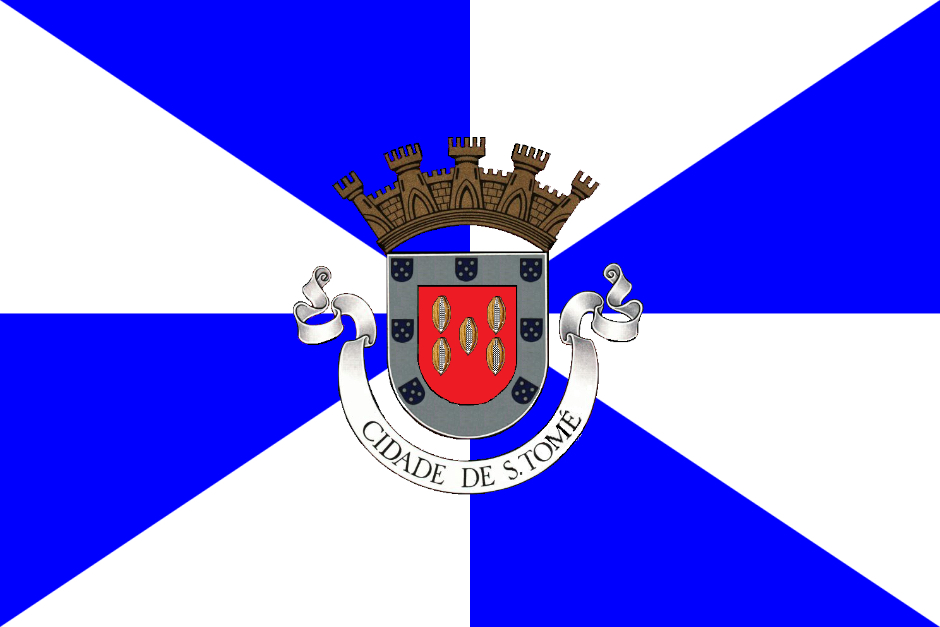
Vlajka hlavního města São Tomé Poměr stran: ~1:1
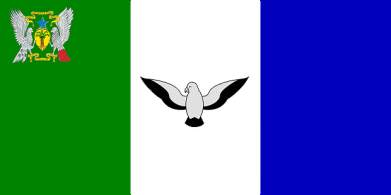
Vlajka Princova ostrova Poměr stran: 1:2